# Personality and Individual Differences
Personality and Individual Differences é uma revista acadêmica revisada por pares publicada 16 vezes por ano pela Elsevier. Foi criado em 1980 e é o jornal oficial da Sociedade Internacional para o Estudo das Diferenças Individuais. O editor-chefe é Donald Saklofske. Editores anteriores incluem Philip A. Vernon e Sybil B. G. Eysenck. O editor fundador foi Hans Jürgen Eysenck.

## Abstração e indexação
A revista é resumida e indexada em:
- ASSIA
- Current Contents/Social & Behavioral Sciences
- PASCAL
- PsycINFO
- PsycLIT
- Scopus
- Social Sciences Citation Index De acordo com o Journal Citation Reports, o periódico possui um fator de impacto de 2015 de 1.946, classificando-o entre os 15 primeiros de mais de 60 periódicos na categoria "Psicologia Social".[1] Com um índice h5 de 55, é classificado em segundo lugar entre os periódicos de personalidade por cinco anos de impacto no ranking h[2]

## Escopo
A revista aborda diferenças individuais, amplamente concebidas, com artigos sobre psicologia social, processos, personalidade, inteligência, facetas específicas da natureza humana, como criatividade e agressão, além de aplicações clínicas, econômicas e de RH. Os artigos costumam usar técnicas como modelagem de equações estruturais e análise psicométrica de escalas, ou abordagens comportamentais da psicologia genética e evolutiva.
A revista publicou alguns dos trabalhos de maior impacto em personalidade e psicologia social, incluindo os principais instrumentos de medição, por exemplo, a descrição original da versão revisada do Eysenck Personality Questionnaire, um trabalho que foi citado mais de 1600 vezes, bem como um artigo que propõe a terceira revisão das escalas do modelo de cinco fatores NEO PI-R NEO, escalas para avaliação de aversão, teoricamente importantes sobre a estrutura da personalidade, e contribuições substanciais ao tópico controle de impulsos e psicopatia.